# Bitolterol
Bitolterol (łac. bitolterolum) – wielofunkcyjny organiczny związek chemiczny z grupy chinolin. Prolek mający w swojej cząsteczce strukturę 3,4-diestru, który ulega hydrolizie do pochodnej katecholaminy o działaniu sympatykomimetycznym, o średnim czasie działania, działający selektywnie na receptory adrenergiczne β2.

## Mechanizm działania
Bitolterol jest selektywnym β-mimetykiem działającym na receptory β2, którego działanie przy podaniu wziewnym rozpoczyna się w ciągu 3–5 minut po inhalacji, utrzymuje się ponad 8 godzin, a maksymalny efekt następuje po 30–90 minutach od podania. Bitolterol dostarczany w postaci nieaktywnego 3,4-diestru i hydrolizowany do aktywnej postaci N-tert-butylonoradrenaliny przez esterazę.

## Zastosowanie
- skurcz oskrzeli[2]

W 2015 roku żaden produkt leczniczy zawierający bitolterol nie był dopuszczony do obrotu w Polsce.

## Działania niepożądane
Bitolterol może powodować następujące działania niepożądane
- drżenie rąk
- niepokój
- podrażnienie gardła
- ból głowy
- kaszel
- zawroty głowy
- nudności
- zasłabnięcie
- kołatanie serca